# 草香幡梭皇女
草香幡梭皇女（くさかのはたびのひめみこ、生没年不詳）は、第17代履中天皇の皇后。古事記には幡日之若郎女とある。父は応神天皇、母は日向泉長媛。中蒂姫命（大草香皇子の妃・眉輪王の母、後に安康天皇の皇后）の母。
履中天皇元年7月4日、葛城黒媛（磐坂市辺押磐皇子・青海皇女を産む）と共に履中天皇の妃となった。同5年9月19日の皇妃黒媛の死を受け、翌同6年1月6日に履中天皇の皇后に立てられた。
古来、第21代雄略天皇の皇后である草香幡梭姫皇女と同一人物であるとする説もある。

## 系譜
- 父：応神天皇
- 母：日向泉長媛
- 同母兄弟： 大葉枝皇子・小葉枝皇子
- 夫：履中天皇
  - 子：中蒂姫命
  - 孫：眉輪王